# Carica Liang Na
Carica Liang Na (梁妠) (116-150), formalno Carica Shunlie (順烈皇后, doslovno "dobra i ostvarujuća carica"), bila je kineska carica iz dinastije Han. Suprug joj je bio car Shun od Hana. Kasnije je služila kao regentica svom sinu caru Chongu, kao i dvojici rođaka - caru Zhiju i caru Huanu. Kao carica majka i regentica se trudila savjesno upravljati zemljom, ali se previše oslanjala na svog korumpiranog i nasilnog brata Liang Jija, čija je tiranija nakon njene smerti izazvala dvorski puč od strane Huana u kome je likvidiran cijeli klan Liang.